# 松河

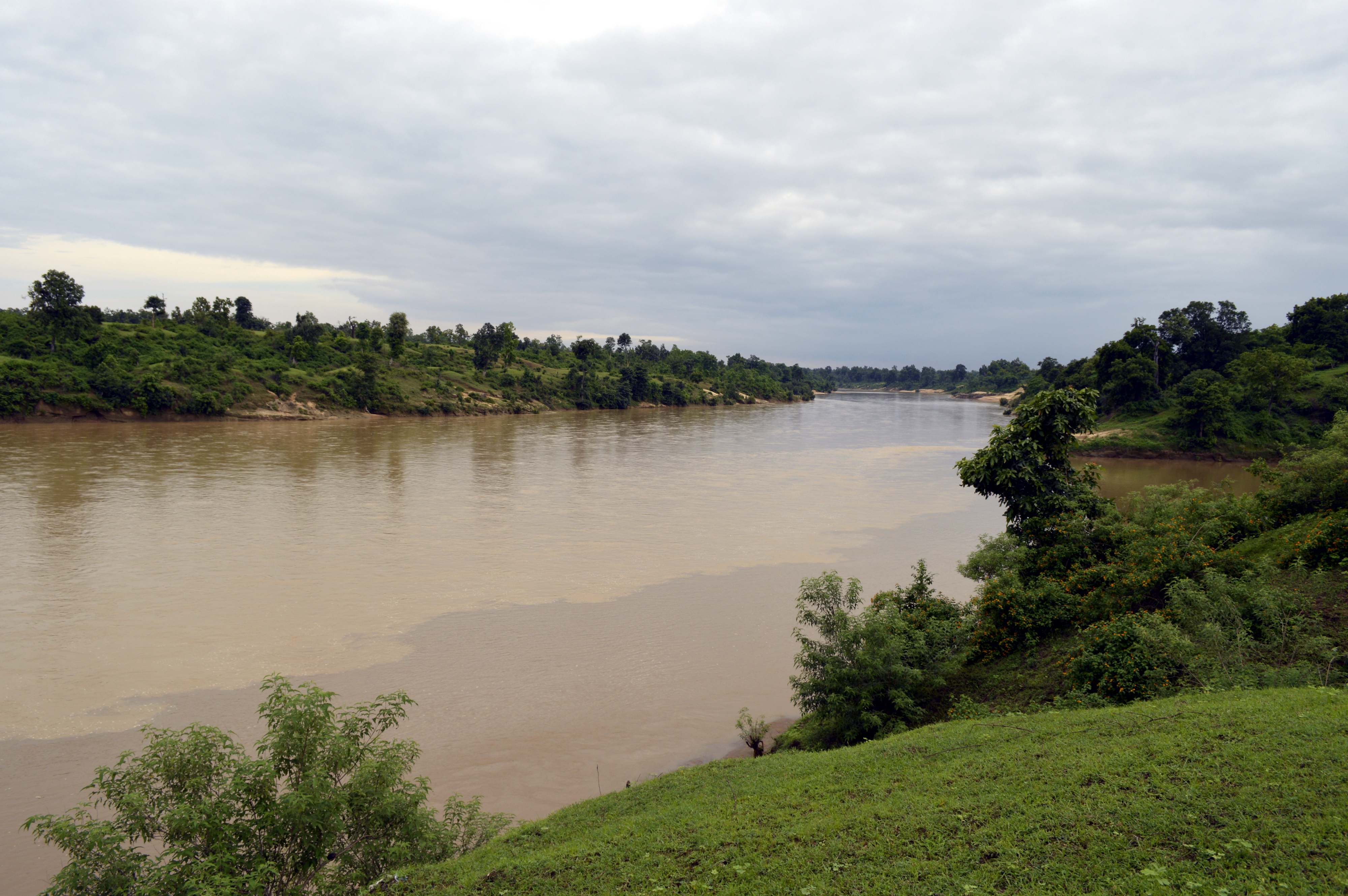

松河（英語：Son River、Sone River），位於印度中部，是恆河右岸的一條支流。
松河發源於恰蒂斯加爾邦的比拉斯布爾縣，接近中央邦阿馬爾卡恩塔克，就在訥爾默達河源頭的東邊不遠處。幹流先向西北流入中央邦，後流入班加沙壩集水區。河道轉向東偏北流出大壩，續流入北方邦，匯集右側支流後，一度成為北方邦與賈坎德邦的界河，然後又成為賈坎德邦與比哈爾邦的界河，然後流入比哈爾邦境內，最終於巴特那縣的馬內爾附近注入恆河。
松河幹流全長784（487英里），是印度大河之一。